# Phalaenopsis regnieriana
Phalaenopsis regnieriana (можливі українські назви:фаленопсис Реньє, або фаленопсис регніеріана) - епіфітна трав'яниста рослина родини орхідних, або зозулинцевих (Orchidaceae).
Вид не має усталеної української назви, в українськомовних джерелах зазвичай використовується наукова назва Phalaenopsis regnieriana.

## Синоніми
- Doritis regnieriana (Holtht. 1965)
- Doritis pulcherrima var. Regnieriana
- Phalaenopsis esmeralda var. Regnieriana (J. J. Smith 1919)

## Історія опису
Назву отримав на честь першовідкривача, французького орхідеїста М. Реньє. Описано Генріхом Густавом Райхенбахом у 1887 р. У культурі відсутня, відомий тільки за гербарним зразкам. У дійсності Phalaenopsis regnieriana повністю відповідає рослині, відомому під назвою Doritis pulcherrima var Supaporn. 

Більш докладно з історією опису цього виду можна ознайомитися в Orchid Review N°152 august 1905. [Архівовано 20 жовтня 2008 у Wayback Machine.]

## Біологічний опис
Не великий моноподіальний літофіт. 

Дуже близький Phalaenopsis pulcherrima, відрізняється нюансами будови квітки.
Стебло коротке, приховане осносами 4-8 листків.
Коріння жорстке, добре розвинене. 

Листя довгасто-еліптичне, на кінці загострене, довжиною близько 10-15 см, шириною близько 3 см. 

Квітконіс прямостоячий, розгалужений, 50-60 см довжиною, несе до 25 квіток, що послідовно відкриваються. 

Квіти без запаху, варіабельні за забарвленням, рожевих відтінків. Діаметр 2-2,5 см. 
 Цвітіння - з кінця літа до середини осені.

## Ареал, екологічні особливості
Таїланд. 

Відноситься до числа видів, що охороняються (другий додаток CITES).

## У культурі
В культурі не складний. 
 Температурна група - помірна, тепла. Для нормального цвітіння обов'язковий перепад температур день/ніч в 5-8°С. 
 Якщо нічна температура протягом 6 тижнів знаходиться на рівні 16°C, рослина утворює новий квітконіс. 
 Освітлення - півтінь. 
 Відносна вологість повітря 50-85%. 

Культивують у горщиках. Як субстрат найкраще підходить суміш хвойної кори середніх розмірів з торфом. Субстрат повинен бути завжди злегка вологим. Надлишок води викликає бактеріальні та грибкові захворювання. 

Взимку полив і температуру повітря злегка зменшують. 

## Хвороби та шкідники
Рослина досить стійка до різного роду шкідників.